# ヤブキレン
ヤブキ レン＝Ren Yabuki は、日本の俳優、モデル、活動家。自然保護NGO団体「Life Investigation Agency」通称LIA（エルアイエー）代表。2008年9月に矢吹 蓮から改名した。

## 経歴
長野県長野市出身、長野県白馬高等学校卒業。
2010年に生物救済を目的とした自然保護NGO団体『 Life Investigation Agency 』（ライフインヴェスティゲーションエージェンシー）を、当初2名で設立し、立ち上げから現在まで代表を務めている。
映画デビュー作は大木裕之監督の映画『心の中』。女優の広田レオナが初監督した映画『DRUG GARDEN』で幼女にいたずらをする大学生の男役の演技で一気に注目される。代表作として日本アカデミー賞を受賞した滝田洋二郎監督の映画『壬生義士伝』や、花堂純次監督の日韓合作映画『あなたを忘れない』などがある。
短編映画やCMなどの監督、脚本、撮影など、精力的に活動している。
東日本大震災以降、芸能活動よりも、NGO団体 Life Investigation Agency(LIA) での活動の方が増えている。
福島第一原子力発電所の警戒区域内でも活動しており、自身のブログでは被曝したと主張している。また、警戒区域内での活動が海外から注目され、2014年3月にフランスのGreenpeaceをはじめAnimalsaceなどから招待を受け、反原子力発電と警戒区域内で殺された動物達について、講演や記者会見をしながらフランス、ドイツ、スイスとツアーを組んで行われ、フランス国内の高校で授業を行ったり、テレビ出演するなどして、現地のメディアで報道された。このツアーはスイスのHaute école pédagogique Vaudでの会見が最終日に行われた。
福島第一原子力発電所の警戒区域内で撮影した写真がウクライナ国立チェルノブイリ博物館に展示されるなどしており、カメラマンとしても活動。いくつか賞を受賞している。また、「辺野古」の現状を伝えることを目的とした写真集『沖縄「辺野古の海」は、いま』にも、ジュゴンの生息状況調査とカメラマンとして、キャンプ・シュワブ前の米軍基地建設予定地の海に潜って調査を行い、ジュゴンの食み痕などの写真を撮影し、写真集に参加している。
ヤブキレンが代表を務める Life Investigation Agency は、長野県内に動物保護施設があり、殺処分される動物や、警察と共に動物犯罪者を摘発して保護した動物を飼育して、新たな里親を探すなどの活動を行っている。
2016年10月に第17回ワシントン条約集約国会議（南アフリカ共和国、ヨハネスブルグ）COP17の開催に合わせて、日本国内の野性動物の取引について、外国特派員協会（FCCJ）で記者会見を行い「日本は世界中で密猟されている野生動物のロンダリング国となっている」と主張した。

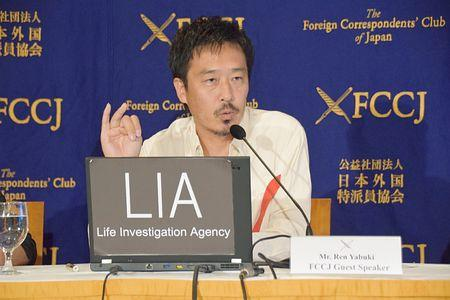

2018年8月27日、再び、外国特派員協会（FCCJ）で記者会見を行い「東日本大震災復興予算の流用問題で当時の水産庁長官2名を「詐欺罪」で刑事告発した」ことを発表した。ヤブキレンは、情報公開請求で入手した資料に基づき、復興予算として計上された約２３億円のほとんどが、実際には震災復興と無関係な南極海での捕鯨費や、反捕鯨団体との訴訟費用などに充てられたと主張し「復興予算の流用はうやむやにされ誰も責任を取っていない。当時の責任を問いたい」と訴えた。
2018年10月11日、環境省記者クラブにて会見を行い、「繁殖された純血種が殺されている。繁殖業者や販売業者が、その責任を負うようにしていかないと、収拾がつかなくなる」と主張。繁殖業者や販売業者に対する規制強化をもとめる請願書を国会議員に提出した。収容数や殺処分数を大幅に減らすために「（1）繁殖業者や販売業者の情報が明記された書類と対になった状態でしか販売・流通できない仕組みをつくること、（2）その動物が処分施設にもちこまれた場合、繁殖業者にもどす仕組みをつくること」を改正される「動物の愛護及び管理に関する法律」に盛り込むように訴えた。
2019年2月14日、和歌山県太地町の「鯨類追込み網漁」について、「違法行為が日常的に行われているにも拘らず、許可を出している」と主張し、許可を出している和歌山県知事や県を相手に、漁の許可取り消しを求める訴えを和歌山地方裁判所に起こした。
提訴した事を公表した記者会見では、「これは、日本で初めて行われる動物の権利について訴える初めての裁判です」とし、動物愛護法違反や漁業法違反(密漁)などについての証拠動画を用いて主張した。2019年10月11日、和歌山地方裁判所（伊丹恭裁判長）は「原告適格が認められない」として訴えを却下。
また、2018年9月29日に台風24号が猛威を振るう中、逃げ場所がない生簀内にイルカを拘束して死亡させたとして、太地町立くじらの博物館の館長 林克紀を動物愛護法違反に当たるとして、2018年10月6日に刑事告発した。林は、2019年3月7日、動物愛護法違反の罪で和歌山地方検察庁新宮支部に書類送検された。
2020年11月29日、和歌山県太地町沖の定置網にザトウクジラが混獲しているのを発見し、定置網を設置している太地水産組合に対して解放するように働きかけ、翌日、ザトウクジラは解放された。
2020年12月24日、和歌山県太地町沖の定置網にミンククジラが混獲しているのを発見し、定置網を設置している太地水産共同組合に対し解放するように働きかけながら、毎日、状況を撮影して世界中に配信し、世界中の主要なメディアがこの問題を次々報じた。しかし太地水産共同組合はミンククジラを解放せず、和歌山県や水産庁に世界中から抗議が殺到し、イギリス政府もまた、日本政府に対してミンククジラを解放するように求めた。結局、19日間にわたって定置網内にミンククジラを拘束し続け、太地水産共同組合は1月11日に、ミンククジラを殺した。ヤブキレンは殺害のようすも撮影して公開した。このニュースも世界中で報じられ、イギリスのボリス・ジョンソン首相が「海にはますますプラスチックごみが増え、気候変動が生態系全体を脅かすなど、自然界の悲劇的で不可逆的な破壊をすでに目の当たりにしているときに、クジラの捕獲という残酷な行為に反対の姿勢を取ることはこれまで以上に重要だ」と述べ、英外務省は日本側に問題を提起した。またジョンソン首相は「私は、気候変動と自由貿易の世界的リーダーである日本に、これらの美しい哺乳類の殺害との戦いに立ち向かい、私たちの貴重な海洋生物を将来の世代のために保護するための措置を講じることを期待しています。」 ジョンソン首相は、クジラを「母なる自然の最大の宝物」の1つと呼び、将来の世代が彼らの歌を知らない世界を想像したくないと述べた。更に、オーストラリア外務省のスポークスパーソンは「日本が2019年に撤退した組織である国際捕鯨委員会（IWC）を通じて、政府が伝統的にこの問題を追求し続ける」「オーストラリアは海洋哺乳類の保護に取り組んでおり、あらゆる形態の商業的および「科学的」捕鯨に強く反対している」と述べ 「私たちは国際捕鯨委員会を通じて、商業捕鯨に関する世界的なモラトリアムを支持し、商業漁具への海洋哺乳類の絡み合いを防ぐための行動を含め、鯨類の保護を促進するために引き続き取り組んでいます」との声明を出した。

2021年11月21日、22日、ヤブキレンは、和歌山県太地町内の全てのイケスとプールに閉じ込められている小型鯨類について、種類と数を調査したとし、その結果と証拠となる動画と写真を公表した。世界中の水族館にイルカの生体販売を行っている事に付いて「野生動物は地球そのものであり、野生動物の捕獲や殺害は生態系への攻撃であり、地球への攻撃だ」と、繰り返し述べており、ただちに野性動物の捕獲を禁止すべきであると述べている。

2022年1月28日、ヤブキレンは「東洋経済オンライン」に『「水族館の人気者」イルカが迎える恐ろしい結末　太地町のイルカ猟を毎日記録してわかったこと』という寄稿記事を掲載。同社の人気順ランキング、1時間、24時間、週刊、フェイスブックシェアなどのランキング1位を記録し続け、ヤフーニュース、LINEニュースなどにも取り上げられた他、ツイッターのおすすめとしても掲載され、脳科学者の茂木健一郎も「こんなの「日本」の伝統でもなんでもない。「日本の伝統」を外国が批判するなとかいうよくいる思考停止の人たちへ、あなたたちの偽の「日本」に私を勝手に入れないでください。」とコメントを添えてリツイートした。
元産経新聞モスクワ支局長、元リオネジャネイロ支局長、現大和大学教授でジャーナリストの佐々木正明が2022年5月14日にPHP新書より出版した『「動物の権利」運動の正体』は、NGO団体 Life Investigation Agency(LIA)の活動に密着取材しており、主人公としてヤブキレンの生い立ちや活動家になるまでのようすが書かれている他、ヤブキレンが社会問題に対して、変化をもたらす際の戦略や活動方法、ムーブメントの起こし方など、事細かに取材している。書籍の中では、ヤブキレンのIQ(Intelligence Quotient)が130～140という高い数値であり、子どもの頃からギフテッドである事にも触れられている。
この書籍の出版前夜2022年5月13日には、佐々木正明のツイッター(@izasasakima)で出版記念ライブが行われ、ヤブキレンはその中で「地球を一つの生命と考えた場合、人間という悪しき細胞が地球に生息している他の生物(細胞)に害を与え、駆逐し、増殖している。これは、人間の体の中で増殖する病原菌やウィルスや悪しき細胞で考えると分かりやすく、このような増殖の行き着く先は死であり、地球の場合は、その生命(地球)もろとも破壊される事である」と話した。また「地球の環境はどんどん破壊されており、今後30年~40年くらいの間に食糧危機が訪れる可能性が高い」ことや「ヴィーガンという考え方は、もはや古く、LIAのメンバー達の価値観は、ヴィーガンというカテゴリーの中に納まりきれない」と発言しており「植物も同じ命であり、野生動物たちと同じように植物を殺さずに実の部分を食べる農業に切り替えて行くべきであり、LIAもその方法について模索している」などと話した。また、当日、司会進行役を務めた佐々木正明からの「代替肉について、どう考えるか？」という質問に対して、ヤブキレンは「なぜ、そんなに肉にこだわるのかが分からない。肉を食べる事をやめられない人にとって、代替肉は段階的に必要かもしれないが、そもそも代替肉の原料となる大豆が森林や原野を切り開いて作るプランテーション栽培や大規模農場であった場合、それが牛の放牧から大豆の生産に代わるだけであり、自然環境が破壊される事にかわりはなく、そこに暮らす野生動物達が殺される事になる。これはパーム油を生産するさいのパームヤシの栽培と同じであり、このような製造過程から作られた大豆加工食品を食べるのではなく、プランテーション栽培や大規模農場で作られたものではない植物性のローフードを食べるようにして行かないと自然環境の破壊や野生動物の殺害は終わらない」と話した。

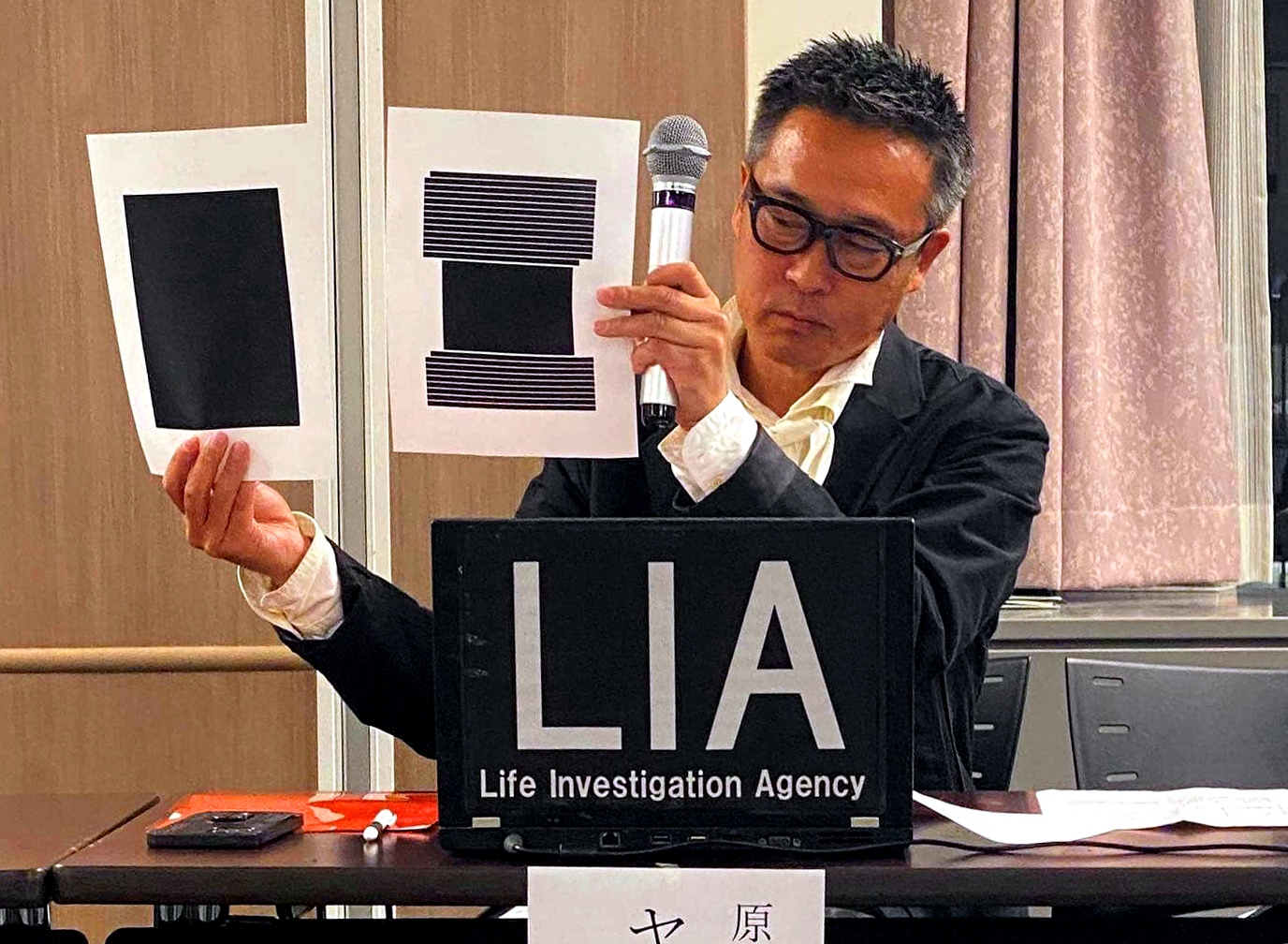

2022年12月27日、ヤブキレンは東京都内で弁護士と共に記者会見を行い、和歌山県太地町に対する「公文書非開示決定処分取り消し等請求訴訟」の情報公開に対する訴訟と、イルカ猟を行っている「漁師と漁業協同組合(太地いさな組合)に対する損害賠償請求訴訟」を和歌山地方裁判所に提起したことを発表した。
ヤブキレンは、記者会見の中でLife Investigation Agency(LIA)の調査や和歌山県への情報公開請求で入手した書類などから、追い込み漁で捕獲したイルカは業者を通じて中国などに生体販売されていると指摘。税金で運営し、飼育などをしている「太地町立くじらの博物館」も、保護や学習ではなく生体販売が目的となっていると考え、2021年9月1日、条例に基づいて開示請求に踏み切ったが、ほぼ黒塗りだった。これは町民の「知る権利」の侵害と訴えている。また、男性漁師と「太地いさな組合」への損害賠償請求は、ヤブキレンらが調査のために空から撮影していたドローンを2022年2月1日に意図的に攻撃され、墜落させられたというもので、約173万円を求めている。和歌山地方検察庁にも、器物損壊事件として刑事告訴し、受理されている。
2023年9月29日、ヤブキレンと太地町が争っていた裁判において、和歌山地方裁判所が太地町の在り方を違法であるとした判決後、ヤブキレンは弁護士と共に和歌山弁護士会館で記者会見し、太地町に対する「公文書非開示決定処分取り消し等請求訴訟」で勝訴したことを発表した。ヤブキレンは、会見の中で「私の主張がすべて認められた」とし、また弁護士も「完全勝訴と言って良いと思います。この裁判は、太地町のみならず、全国の行政庁が行っている公文書の取り扱いについて一石を投じる裁判になったのではないか。裁判所の判決を評価します」とした。
また、弁護士ドットコムは「イルカ漁で物議醸す和歌山・太地町、販売資料の黒塗り開示に「違法」判決」と報じ、本文中で、被告である太地町側が『請求された文書は個人情報や営業秘密であり、開示対象の例外だと主張。「販売価格などは重要なノウハウで、開示されてインターネットで世界に拡散すれば、ビジネスとして不当な利益を得ているなどと吹聴され、名誉を侵害される」などと説明していた。』が裁判所は『これに対し、和歌山地裁は鯨類の捕獲、飼育に反対する団体の活動として売買の状況を明らかにする目的でされたとしても、「このこと自体は『町民の知る権利を尊重』『町政に対する理解と信頼を深め、より一層公正で開かれた町政の実現に寄与する』条例の目的に整合する」と判断した。』と報じた。
2024年5月17日、弁護士ドットコムは「イルカ漁の和歌山・太地町、保護団体との訴訟で再び敗訴　黒塗り開示は「違法」　大阪高裁」という記事を掲載。ヤブキレンと太地町の訴訟で、太地町側が和歌山地方裁判所の判決を不服とし、大阪高等裁判所に控訴していた件で、大阪高等裁判所は、和歌山地方裁判所の判決を支持し、太地町側が再び敗訴したことを報じ「太地町の在り方が違法である」旨を報じた。弁護士ドットコムは、この記事の中で「勝訴」した旨を示すびろーんを掲げて大阪高等裁判所の前に立つヤブキレンの写真と共に「税金で運営される行政庁の公文書や事業資料は、広く公開されて然るべきです。納税者には、行政の暴走や不適切な行政運営を防ぎ、同時に行政庁の業務内容を監視する目的もあります。太地町は、これらの不適切な行政運営を指摘し、正す者が誰もいなかった為に、真っ当な行政運営がなされず、不適切な行政運営がまかり通ってきた現実があります。町は判決を真摯に受け止め、正当な行政庁に生まれ変わる事を願います」というヤブキレンの裁判後のコメントも掲載した。
ヤブキレンの活動家としてのメディア出演としては「動物虐待Gメン」などがあり、犯罪現場に潜入調査し証拠を固めてから警察に刑事告発して犯人を摘発するという独自の方法が注目を集めており、全国の警察やジャーナリストたちとの繋がりが強く、全国各地で環境問題や動物問題、自然保護活動、精進料理（純菜食）についてなど、こども達への授業や講演も多数行っている。VEGAN（純菜食主義者）。日本におけるエシカルヴィーガン普及の第一人者。

## 出演

### 映画
- 心の中 - れん役
- DRUG GARDEN - 大学生の男役
- アモヒル - 主演
- G8
- 壬生義士伝 - 背山多喜人役　第27回日本アカデミー賞受賞作品
- 13階段 - 刑務官役
- 蟬しぐれ - 武井役　第29回日本アカデミー賞受賞作品
- ハチマン - 後輩の男役
- あなたを忘れない - タカシ役
- 銀色のシーズン - 岡部役
- Inside Japan’s Global Dolphin Trade - 主演(ドキュメンタリー)

### テレビドラマ
- 消えた模範囚 - 山下刑務官役（TBS）

- 川、いつか海へ - 斉藤役　（NHK）

- 楽園のつくりかた - 工務店の男役　（NHK）

- 義経 - 野武士の男役　（NHK大河）

- 妻よ! 松本サリン事件犯人と呼ばれて…家族を守り抜いた15年 - 小田医師役　（フジテレビ）

- 空飛ぶりぼん - 平田役　（テレビ東京）

- モリのアサガオ - 桑野刑事役　（テレビ東京）

### ファッションモデル
- PRIX DE BEAUTE [鈴木信彦] 　フィッティングモデル

- SHIM SHIN HOSOKAWA  [細川 伸] 99' 春夏　東京コレクション　（ファッションショー）

- YASUYUKI ISHII  [石井康之] 99' 春夏、99'-00'秋冬、00' 春夏　東京コレクション（ファッションショー）

- YAB - YUM [PATRIC RYAN / 吉田真実] 99'-00'秋冬　東京コレクション（ファッションショー）

- BENETTON / SISLEY　99'-00'秋冬　東京コレクション（ファッションショー）

- TAU [池島麻衣子] 99'-00' 秋冬　東京コレクション（ファッションショー）

- SHIM SHIN HOSOKAWA [細川 伸] イメージフォト 00'春夏-00'秋冬

- YASUYUKI ISHII [石井康之]　2003'秋冬　イメージモデル

- YUMI KATSURA [桂由美]　2009'（ファッションショー)

- vittorio marchesi [ビットリオ・マルケージ]　2010'　イメージモデル

### 舞台
- ロビンソン・クルーソゥ - チェ・ゲバラ役

- 阿呆船 - 思い出し笑いをする男役

- ペルソナ - 国王役

### 雑誌
- MRハイファッション
- 装苑
- メンズノンノ
- smart
- コレクションニュース
- an・an
- ワンダーシネマ
- FINE BOYS